# Mino (rappeur)
Pour les articles homonymes, voir Mino.
Dans ce nom coréen, le nom de famille, Song, précède le nom personnel.
Song Min-ho (coréen : 송민호; né le 30 mars 1993), mieux connu sous le nom de Mino (coréen : 민호), est un rappeur, auteur-compositeur et producteur sud-coréen. Il est membre du boys band Winner dirigé sous YG Entertainment.
Il fait également partie du duo MOBB avec Bobby d’iKON.

## Biographie

### Jeunesse
Song Minho est né le 30 mars 1993, à Yongin, dans la province de Gyeonggi. Il a une sœur cadette appelée Dan-ah, qui était membre du groupe New F.O. Il a été gradué de Hanlim Multi Art School en 2011.
Il était un rappeur underground sous le nom de Mino ou de Hugeboy Mino.

### 2011–2013: BoM
En 2011, Mino a débuté comme rappeur dans le groupe mayb, sous Y2Y Contents Company, mais le groupe s’est séparé deux ans plus tard.
En 2012, il fait partie du tournage "kpop ultime audition" dans le rôle d'un M2 juniors " Park ki-bum".

### 2013–2014: Débuts avec Winner
En 2013, il a été accepté via des auditions à la YG Entertainment. La même année, il participe au programme Win: Who Is Next de Mnet, en tant que membre de la  "Team A". Initialement, il en était le meneur mais à cause d’une blessure survenue durant l’émission, il a été remplacé par Kang Seung-yoon. Le 25 octobre 2013, durant l’épisode final, il est annoncé que son équipe a remporté la compétition, et débutera comme Winner. Winner sort son premier album, 2014 S/S le 12 août.
En octobre 2014, Mino est en featuring sur le single d’Epik High, "Born Hater" avec Beenzino, Verbal Jint, B.I et Bobby.

### 2015–2017:Show Me the Moneyet Mobb
En avril 2015, Mino a fait partie de la compétition de rap de Mnet, Show Me the Money 4 où il était dans l’équipe de Zico et de Paloalto, terminant à la seconde place. Via le programme, il a sorti plusieurs titres solo ou en collaboration : "Fear", "Turtle Ship", "Moneyflow", "Okey Dokey", et "Victim + Poppin' Bottles".
En septembre 2016, Mino sort le single "Body" en vue de sa collaboration avec Bobby (Ikon) dans le sous-groupe Mobb,,. Ensemble, ils sortiront l’album single intitulé The Mobb, avec les titres promotionnels "Full House" et "Hit Me", le 9 septembre,.

### 2018–présent: Burning Planet et début en solo
Début octobre, Mino a dévoilé en collaboration avec Gentle Monster une exposition nommée Burning Planet en vue de ses débuts en solo. L’exposition s’est tenue pendant un mois,,.
Le 26 novembre, il sort son premier album solo XX, avec le titre principal "Fiancé",.

## Discographie

### Album studio
| Titre                                                                               | Détails                                                                                                 | Meilleures positions | Meilleures positions | Meilleures positions | Meilleures positions | Meilleures positions | Ventes                        |
| Titre                                                                               | Détails                                                                                                 | COR                  | FRA                  | JPN                  | TW                   | US World             | Ventes                        |
| ----------------------------------------------------------------------------------- | --- | -------------------- | -------------------- | -------------------- | -------------------- | -------------------- | ----------------------------- |
| XX                                                                                  | - Date de sortie : 26 novembre 2018 - Label : YG Entertainment - Formats : CD, téléchargement numérique | 5                    | 115                  | 118                  | 3                    | 13                   | - COR : 48,378 - JPN : 1,471, |
| Take                                                                                | - Date de sortie : 30 octobre 2020 - Label : YG Entertainment - Formats : CD, téléchargement numérique  | 4                    | —                    | —                    | —                    | —                    | - COR : 114,008               |
| To Infinity                                                                         | - Date de sortie : 7 décembre 2021 - Label : YG Entertainment - Formats : CD, téléchargement numérique  | 3                    | —                    | —                    | —                    | —                    | - COR : 97,903 - CHN : 29,585 |
| "—" signifie que le titre ne s'est pas classé ou n'est pas sorti dans cette région. | |                      |                      |                      |                      |                      |                               |

### Album en collaboration
| Titre                 | Détails | Meilleures positions | Meilleures positions | Meilleures positions | Meilleures positions | Meilleures positions | Ventes                        |
| Titre                 | Détails | COR                  | JPN                  | US Heat              | US Rap               | US World             | Ventes                        |
| --------------------- | --- | -------------------- | -------------------- | -------------------- | -------------------- | -------------------- | ----------------------------- |
| The MOBB (avec Bobby) | - Date de sortie : 8 septembre 2016 - Label : YG Entertainment, YGEX - Formats : CD, téléchargement numérique | 2                    | 7                    | 7                    | 20                   | 1                    | - COR : 31,744 - JPN : 14,855 |

### Singles

#### En tant qu’artiste solo
| Titre                                                                               | Année | Meilleures positions | Meilleures positions | Meilleures positions | Meilleures positions | Ventes                    | Album               |
| Titre                                                                               | Année | COR                  | COR                  | CHN                  | US World             | Ventes                    | Album               |
| Titre                                                                               | Année | Gaon                 | Hot                  | CHN                  | US World             | Ventes                    | Album               |
| ----------------------------------------------------------------------------------- | ----- | -------------------- | -------------------- | -------------------- | -------------------- | ------------------------- | ------------------- |
| "I'm Him" (걔 세)                                                                   | 2014  | 15                   | *                    | *                    | —                    | - COR : plus de 290,199   | 2014 S/S            |
| "Turtle Ship (거북선)" (avec Ja Mezz, AndUp & Paloalto)                             | 2015  | 4                    | *                    | *                    | —                    | - COR : plus de 1,047,692 | Show Me the Money 4 |
| "Money Flow (다 비켜봐)" (avec Zico & Paloalto)                                     | 2015  | 7                    | *                    | *                    | —                    | - COR : plus de 502,427   | Show Me the Money 4 |
| "Fear (겁)" (featuring Taeyang)                                                     | 2015  | 3                    | *                    | 140                  | 9                    | - COR : plus de 1,544,751 | Show Me the Money 4 |
| "Okey Dokey" (avec Zico)                                                            | 2015  | 9                    | *                    | —                    | —                    | - COR : plus de 1,094,560 | Show Me the Money 4 |
| "Pricked" (사랑가시) (avec Nam Tae-hyun)                                            | 2016  | 7                    | *                    | 133                  | 4                    | - COR : plus de 224,683   | EXIT : E            |
| "Body" (몸)                                                                         | 2016  | 13                   | *                    | 101                  | 4                    | - COR : plus de 186,761   | The Mobb            |
| "Fiancé" (아낙네)                                                                   | 2018  | 1                    | 1                    | 76                   | 6                    | - CHN : plus de 10,000    | XX                  |
| "Run Away" (도망가)                                                                 | 2020  | 55                   | 34                   | —                    | —                    | —                         | Take                |
| "Tang!♡" (탕!♡)                                                                     | 2021  | 46                   | 48                   | —                    | —                    | —                         | To Infinity         |
| "—" signifie que le titre ne s'est pas classé ou n'est pas sorti dans cette région. |       |                      |                      |                      |                      |                           |                     |

#### Collaborations
| Titre                                      | Année | Meilleures positions | Ventes                  | Album                               |
| Titre                                      | Année | COR                  | Ventes                  | Album                               |
| ------------------------------------------ | ----- | -------------------- | ----------------------- | ----------------------------------- |
| "Wild Boy" (Yoon Jong-shin avec Seungyoon) | 2014  | 25                   | - COR : plus de 67,675  | Yoon Jong Shin Monthly - March 2014 |
| "Don't Call Me Mama" (avec Moon Hee-kyung) | 2016  | 153                  | - COR : plus de 10,072  | Non issu d’un album                 |
| "Shoot" (쏘아) (avec Haha)                 | 2016  | 3                    | - COR : plus de 498,360 | Infinite Challenge Great Heritage   |

#### En featuring
| "Born Hater" (feat. Beenzino, Verbal Jint, B.I, Mino, Bobby)                             | 2014 | 3   | - COR : 1,286,186      | Shoebox                        |
| "World Tour" (Lee Hi featuring Mino)                                                     | 2016 | 14  | - COR : 236,646        | Seoulite                       |
| "Machine Gun" (Zion.T avec Kush featuring Mino)                                          | 2016 | 10  | - COR : 369,708        | Show Me the Money 5            |
| "StrOngerrr" (Code Kunst featuring Mino & Loco)                                          | 2017 | —   | NC                     | MUGGLES’ MANSION               |
| "UP" (Bobby featuring Mino)                                                              | 2017 | —   | - COR : plus de 15,059 | Love and Fall                  |
| "No Thanxxx" (featuring Mino, Simon Dominic & the Quiett)                                | 2017 | 4   | - COR : 387,491        | We've Done Something Wonderful |
| "錬金術 (Alchemy)" (Ja Mezz featuring Dok2 & Mino)                                       | 2018 | —   | NC                     | GOØDevil                       |
| "Where R U From" (Seungri featuring Mino)                                                | 2018 | 84  | NC                     | The Great Seungri              |
| "Promise" (P.O featuring Mino)                                                           | 2019 | 148 | NC                     | Tony Lip                       |
| "Call Anytime" (Kin Jin-woo featuring Mino)                                              | 2019 | 127 | NC                     | Jinu's Heyday                  |
| "Nobody" (Blue.D featuring Mino)                                                         | 2019 | —   | NC                     |                                |
| "Breathe" (Anandelight, Unofficialboyy, Be’O, Geegooin, Mudd The Student featuring Mino) | 2021 | 1   | NC                     | Show Me The Money 10 Episode 1 |
| "Limousine" (Be'O featuring Mino)                                                        | 2021 | 1   | NC                     | Show Me the Money 10 Episode 3 |
| "Moss" (Mudd The Student featuring Mino et Bobby)                                        | 2021 | 31  | NC                     | Show Me the Money 10 Episode 3 |
| "Nothing" (Be'O featuring Hwasa et Mino)                                                 | 2021 | 73  | NC                     | Show Me the Money 10 Final     |
| "—" signifie que le titre ne s'est pas classé ou n'est pas sorti dans cette région.      |      |     |                        |                                |

#### Bande-son
| Titre                                  | Année | Meilleures positions | Ventes                 | Album                      |
| Titre                                  | Année | COR                  | Ventes                 | Album                      |
| -------------------------------------- | ----- | -------------------- | ---------------------- | -------------------------- |
| "The Door" (문) (avec Kang Seung-yoon) | 2017  | —                    | - COR : plus de 18,521 | Prison Playbook OST Part 2 |

### Crédits de production
| Année | Artiste                                 | Chanson                                       | Album                               | Paroles | Musique |
| ----- | --------------------------------------- | --------------------------------------------- | ----------------------------------- | ------- | ------- |
| 2013  | Team A                                  | "Go Up"                                       | WIN: Who Is Next, ‘Final Battle’    | Oui     | Oui     |
| 2013  | Team A                                  | "Just Another Boy"                            | WIN: Who Is Next, ‘Final Battle’    | Oui     | Oui     |
| 2014  | Winner                                  | "Empty"                                       | 2014 S/S                            | Oui     | Non     |
| 2014  | Winner                                  | "Color Ring"                                  | 2014 S/S                            | Oui     | Non     |
| 2014  | Winner                                  | "Don't Flirt"                                 | 2014 S/S                            | Oui     | Non     |
| 2014  | Winner                                  | "But"                                         | 2014 S/S                            | Oui     | Non     |
| 2014  | Winner                                  | "Tonight"                                     | 2014 S/S                            | Oui     | Non     |
| 2014  | Winner                                  | "Love Is a Lie"                               | 2014 S/S                            | Oui     | Non     |
| 2014  | Winner                                  | "Different"                                   | 2014 S/S                            | Oui     | Oui     |
| 2014  | Winner                                  | "Smile Again"                                 | 2014 S/S                            | Oui     | Oui     |
| 2014  | Mino                                    | "I'm Him"                                     | 2014 S/S                            | Oui     | Oui     |
| 2014  | Mino & Kang Seung-yoon                  | "Wild Boy"                                    | Yoon Jong Shin Monthly - March 2014 | Oui     | Non     |
| 2014  | Epik High ft. Mino, B.I, Bobby & More   | "Born Hater"                                  | Shoebox                             | Oui     | Non     |
| 2015  | Mino                                    | "Turtle Ship"                                 | Show Me the Money 4                 | Oui     | Non     |
| 2015  | Mino                                    | "Moneyflow"                                   | Show Me the Money 4                 | Oui     | Non     |
| 2015  | Mino                                    | "Fear"                                        | Show Me the Money 4                 | Oui     | Non     |
| 2015  | Mino                                    | "Okey Dokey"                                  | Show Me the Money 4                 | Oui     | Non     |
| 2015  | Mino                                    | "Victim + 3Poppin’ Bottles"                   | Show Me the Money 4                 | Oui     | Non     |
| 2016  | Mino & Nam Tae-hyun                     | "Pricked"                                     | EXIT : E                            | Oui     | Oui     |
| 2016  | Winner                                  | "Baby Baby"                                   | EXIT : E                            | Oui     | Non     |
| 2016  | Winner                                  | "Sentimental"                                 | EXIT : E                            | Oui     | Non     |
| 2016  | Winner                                  | "Immature"                                    | EXIT : E                            | Oui     | Non     |
| 2016  | Lee Hi feat. Mino                       | "World Tour"                                  | Seoulite                            | Oui     | Non     |
| 2016  | Kush & Zion.T feat. Mino                | "Machine Gun"                                 | Show Me The Money 5 Special         | Oui     | Non     |
| 2016  | Mino & Moon Hee-kyung                   | "Don't Call Me Mama"                          | Non issu d’un album                 | Oui     | Oui     |
| 2016  | Mino                                    | "Body"                                        | The Mobb                            | Oui     | Oui     |
| 2016  | MOBB                                    | "Hit Me" ft. Kush                             | The Mobb                            | Oui     | Oui     |
| 2016  | MOBB                                    | "Full House"                                  | The Mobb                            | Oui     | Oui     |
| 2016  | Mino & Haha                             | "Shoot" (쏘아)                                | Infinite Challenge Great Heritage   | Oui     | Oui     |
| 2017  | Code Kunst ft. Loco & Mino              | "StrOngerrr"                                  | MUGGLES' MANSION                    | Oui     | Oui     |
| 2017  | Winner                                  | "Really Really"                               | Fate Number For                     | Oui     | Oui     |
| 2017  | Winner                                  | "Love Me Love Me"                             | Our Twenty For                      | Oui     | Oui     |
| 2017  | Winner                                  | "Island"                                      | Our Twenty For                      | Oui     | Non     |
| 2017  | Bobby ft. Mino                          | "UP"                                          | Love and Fall                       | Oui     | Oui     |
| 2017  | Sechs Kies                              | "Back Hug"                                    | Another Light                       | Oui     | Non     |
| 2017  | Epik High ft. Mino, Simon D, the Quiett | "No Thanxxx"                                  | We've Done Something Wonderful      | Oui     | Non     |
| 2017  | Kang Seung-yoon, Mino                   | "The Door" (문)                               | Prison Playbook OST Part 2          | Oui     | Non     |
| 2018  | Winner                                  | "Raining"                                     | Our Twenty For (JP Ver.)            | Oui     | Non     |
| 2018  | Winner                                  | "Have a good day"                             | Our Twenty For (JP Ver.)            | Oui     | Oui     |
| 2018  | Ikon                                    | "Rubber Band"                                 | Non issu d’un album                 | Oui     | Oui     |
| 2018  | Ja Mezz ft. Dok2, MINO                  | "錬金術 (Alchemy)"                            | GOØDevil                            | Oui     | Oui     |
| 2018  | Winner                                  | "Everyday"                                    | EVERYD4Y                            | Oui     | Oui     |
| 2018  | Winner                                  | "여보세요" (Hello)                            | EVERYD4Y                            | Oui     | Oui     |
| 2018  | Winner                                  | "애 걔" (For)                                 | EVERYD4Y                            | Oui     | Oui     |
| 2018  | Winner                                  | "Have A Good Day" (KR Ver.)                   | EVERYD4Y                            | Oui     | Oui     |
| 2018  | Winner                                  | "Air"                                         | EVERYD4Y                            | Oui     | Non     |
| 2018  | Winner                                  | "La La"                                       | EVERYD4Y                            | Oui     | Non     |
| 2018  | Winner                                  | "사치" (Luxury)                               | EVERYD4Y                            | Oui     | Non     |
| 2018  | Winner                                  | "Movie Star"                                  | EVERYD4Y                            | Oui     | Non     |
| 2018  | Winner                                  | "Special Night"                               | EVERYD4Y                            | Oui     | Non     |
| 2018  | Winner                                  | "Raining" (KR Ver.)                           | EVERYD4Y                            | Oui     | Non     |
| 2018  | Winner                                  | Turn Off The Light                            | EVERYD4Y                            | Oui     | Oui     |
| 2018  | Mino                                    | "시발점" (Trigger)                            | XX                                  | Oui     | Oui     |
| 2018  | Mino                                    | "아낙네" (Fiancé)                             | XX                                  | Oui     | Oui     |
| 2018  | Mino                                    | "Hope" ft. Yoo Byung-jae                      | XX                                  | Oui     | Oui     |
| 2018  | Mino                                    | "ㅇ2" (02)                                    | XX                                  | Oui     | Oui     |
| 2018  | Mino                                    | "로켓" (Rocket)                               | XX                                  | Oui     | Oui     |
| 2018  | Mino                                    | "흠" (Um...) (feat. Blue.D)                   | XX                                  | Oui     | Oui     |
| 2018  | Mino                                    | "위로 해줄래" (Lonely)                        | XX                                  | Oui     | Oui     |
| 2018  | Mino                                    | "오로라" (Aurora)                             | XX                                  | Oui     | Oui     |
| 2018  | Mino                                    | "어울려요" (Her)                              | XX                                  | Oui     | Oui     |
| 2018  | Mino                                    | "암" (Agree)                                  | XX                                  | Oui     | Oui     |
| 2018  | Mino                                    | "Bow-Wow" ft. YDG                             | XX                                  | Oui     | Oui     |
| 2018  | Mino                                    | "알람" (Alarm)                                | XX                                  | Oui     | Oui     |
| 2020  | Mino                                    | "Love and a boy"                              | TAKE                                | Oui     | Oui     |
| 2020  | Mino                                    | "도망가" (Run away)                           | TAKE                                | Oui     | Oui     |
| 2020  | Mino                                    | "Ok man" (feat. BOBBY)                        | TAKE                                | Oui     | Oui     |
| 2020  | Mino                                    | "Wa" (feat. Zion.T)                           | TAKE                                | Oui     | Oui     |
| 2020  | Mino                                    | "하고싶어" (I want to) (feat. meenoi)         | TAKE                                | Oui     | Oui     |
| 2020  | Mino                                    | "Daylight"                                    | TAKE                                | Oui     | Oui     |
| 2020  | Mino                                    | "어부바" (Hop in) (feat. DPR LIVE)            | TAKE                                | Oui     | Oui     |
| 2020  | Mino                                    | "펑" (Pow!)                                   | TAKE                                | Oui     | Oui     |
| 2020  | Mino                                    | "Click / Han river view"                      | TAKE                                | Oui     | Oui     |
| 2020  | Mino                                    | "교보문고" (Book store) (feat. BewhY)         | TAKE                                | Oui     | Oui     |
| 2020  | Mino                                    | "Sunrise"                                     | TAKE                                | Oui     | Oui     |
| 2020  | Mino                                    | "이유 없는 상실감에 대하여" (Lost in a crowd) | TAKE                                | Oui     | Oui     |
| 2021  | Mino                                    | "Love In Da Car"                              | To Infinity                         | Oui     | Oui     |
| 2021  | Mino                                    | "Tang!♡" (탕!♡)                               | To Infinity                         | Oui     | Oui     |
| 2021  | Mino                                    | "Pyramid"                                     | To Infinity                         | Oui     | Oui     |
| 2021  | Mino                                    | "Language" (바른말)                           | To Infinity                         | Oui     | Oui     |
| 2021  | Mino                                    | "Kill"                                        | To Infinity                         | Oui     | Oui     |
| 2021  | Mino                                    | "Muah" (뭐)                                   | To Infinity                         | Oui     | Oui     |
| 2021  | Mino                                    | "Question Mark" (궁금해)                      | To Infinity                         | Oui     | Oui     |
| 2021  | Mino                                    | "Drunk Talk" (ㅊ취했)                         | To Infinity                         | Oui     | Oui     |
| 2021  | Mino                                    | "Losing U"                                    | To Infinity                         | Oui     | Oui     |
| 2021  | Mino                                    | "Sad Walk" (이별길에서)                       | To Infinity                         | Oui     | Oui     |

## Filmographie

### Émissions télévisées
| Année | Chaîne    | Titre                        | Rôle        | Notes           |
| ----- | --------- | ---------------------------- | ----------- | --------------- |
| 2012  | Channel A | The Strongest K-Pop Survival | Park Ki-bum | Rôle secondaire |

### Émissions de variété
| Année        | Chaîne  | Titre                              | Notes                             |
| ------------ | ------- | ---------------------------------- | --------------------------------- |
| 2013         | Mnet    | Win: Who is Next                   | Participant (Team A)              |
| 2015         | Mnet    | Show Me the Money 4                | Participant                       |
| 2016         | JTBC    | Tribe of Hip Hop                   | Producteur                        |
| 2016         | SBS MTV | The Collaboration                  | Participant                       |
| 2017–present | tvN     | New Journey to the West            | Membre du casting                 |
| 2017–present | tvN     | Kang's Kitchen                     | Membre du casting                 |
| 2018         | MBC     | It's Dangerous Beyond the Blankets | Membre du casting (épisode 6 & 7) |

### Présentation
| Année | Titre            | Rôle                                                          | Chaîne |
| ----- | ---------------- | ------------------------------------------------------------- | ------ |
| 2014  | SBS Gayo Daejeon | Co-présentateur avec Nichkhun, Yonghwa, L, Baro & Song Ji-hyo | SBS    |

### Clips vidéos
| Année | Titre      | Réalisateur              | Rôle     | Réf. |
| ----- | ---------- | ------------------------ | -------- | ---- |
| 2014  | "I'm Him"  | Ziyong (Fantazy Lab)     | Lui-même |      |
| 2016  | "Body"     | Dream Perfect Regime     | Lui-même |      |
| 2018  | "Fiancé"   | Seo Hyun Seung           | Lui-même |      |
| 2020  | "Run Away" | 725 (SI8ight Visual Lab) | Lui-même |      |
| 2021  | "Tang!♡"   | 725 (SI8ight Visual Lab) | Lui-même |      |

## Distinctions
| Année | Cérémonie                       | Catégorie                       | Travail nommé          | Résultat   |
| ----- | ------------------------------- | ------------------------------- | ---------------------- | ---------- |
| 2015  | 7e MelOn Music Awards           | Hot Trend Award                 | "Fear" (feat. Taeyang) | Nomination |
| 2016  | 5e Gaon Chart K-Pop Awards      | Discovery of the Year (Hip Hop) | Lui-même               | Lauréat    |
| 2018  | 2e Soribada Best K-Music Awards | New Hallyu Hiphop Artist        | Lui-même               | Lauréat    |
| 2019  | 33e Golden Disc Awards          | Best Hip-Hop Award              | Lui-même               | Lauréat    |

### Programmes de classements musicaux

#### Show Champion
| Année | Date        | Chanson  |
| ----- | ----------- | -------- |
| 2018  | 12 décembre | "Fiancé" |
| 2018  | 19 décembre | "Fiancé" |

#### M! Countdown
| Année | Date       | Chanson  |
| ----- | ---------- | -------- |
| 2018  | 6 décembre | "Fiancé" |

#### MBC Show! Music Core
| Année | Date        | Chanson  |
| ----- | ----------- | -------- |
| 2018  | 8 décembre  | "Fiancé" |
| 2018  | 15 décembre | "Fiancé" |

#### Inkigayo
| Année | Date       | Chanson  |
| ----- | ---------- | -------- |
| 2018  | 9 décembre | "Fiancé" |